# Gesellschaft für deutsche Sprache
La Gesellschaft für deutsche Sprache, ou GfdS (qui peut se traduire en français par Association pour la langue allemande) est la plus grande institution financée par des fonds public consacrée à la langue allemande. Réformée à la suite de la Seconde Guerre mondiale en 1947, elle succède à la Allgemeiner Deutscher Sprachverein (ADSV), fondée en 1885 à Brunswick. Son siège social est situé à Wiesbaden, en Allemagne
Politiquement indépendant, l'organisme a pour objectifs de faire de la recherche et du développement de la langue allemande, d'évaluer et de porter un regard critique sur les changements linguistiques et de donner des recommandations sur l'utilisation actuelle de cette langue.

## Structure
En septembre 2009, l'organisme possède 47 bureaux en Allemagne, dont au moins un bureau par État :
- Bade-Württemberg (Fribourg, Heidelberg, Karlsruhe, Stuttgart)
- Bavière (Munich, Nuremberg, Wurtzbourg)
- Berlin (Berlin)
- Brandenbourg (Francfort-sur-l'Oder, Potsdam)
- Brème (Brème)
- Hambourg (Hambourg)
- Hesse (Bergstraße, Darmstadt, Francfort-sur-le-Main, Cassel, Marbourg, Wiesbaden)
- Basse-Saxe (Celle, Göttingen, Hanovre)
- Mecklembourg-Poméranie-Occidentale (Greifswald, Rostock, Schwerin)
- Rhénanie-du-Nord-Westphalie (Aix-la-Chapelle, Bonn, Dortmund, Düsseldorf, Münsterland, Siegen, Ruhr occidentale, Wuppertal)
- Rhénanie-Palatinat (Coblence, Mayence, Palatinat, Trèves)
- Saxe (Chemnitz, Dresde, Leipzig, Zittau, Zwickau)
- Saxe-Anhalt (Halle/Saale, Magdebourg)
- Sarre (Sarrebruck)
- Schleswig-Holstein (Kiel)
- Thuringe (Erfurt, Weimar)

### Ailleurs dans le monde
En 2009, la GfdS possède 56 bureaux hors Allemagne répartis dans 35 pays situés sur 4 continents différents :
- Afrique (6 bureaux)
  - Égypte (Caire)
  - Cameroun (Yaoundé)
  - Namibie (Windhoek)
  - Afrique du sud (Johannesburg, Le Cap)
  - Togo (Lomé)
- Amérique (7 bureaux)
  - Brésil (Porto Alegre, São Paulo)
  - États-Unis (Boston, Chicago, Madison, New York, Philadelphie)
- Asie (10 bureaux)
  - Arménie (Yerevan)
  - Chine (Hangzhou, Pékin, Shanghai)
  - Inde (Pune)
  - Israël (Tel Aviv)
  - Japon (Tokyo)
  - Russie (Omsk, Ural)
  - Turquie (Ankara)
- Europe (33 bureaux)
  - Autriche (Innsbruck, Vienne)
  - Belgique (Bruxelles)
  - Bulgarie (Sofia)
  - Croatie (Zagreb)
  - République tchèque (Prague)
  - Danemark (Copenhague)
  - Estonie (Tallinn)
  - Finlande (Turku)
  - France (Paris)
  - Géorgie (Tbilissi)
  - Grèce (Athènes)
  - Hongrie (Budapest)
  - Italie (Bolzano, Milan, Rome)
  - Lituanie (Vilnius)
  - Luxembourg (Luxembourg)
  - Pays-Bas (Nimègue)
  - Pologne (Varsovie, Wrocław)
  - Roumanie (Bucarest)
  - Russie (Kaliningrad, Moscou, région polaire, Saratov, Saint-Pétersbourg, Voronej)
  - Slovaquie (Bratislava)
  - Espagne (Madrid)
  - Ukraine (Kiev, Chernivtsi)
  - Royaume-Uni (Londres)